# USS Helena (CL-50)
USS Helena (CL-50) là một tàu tuần dương hạng nhẹ thuộc phân lớp St. Louis của lớp Brooklyn của Hải quân Hoa Kỳ. Nó là chiếc tàu chiến thứ hai của Hải quân Mỹ được đặt cái tên này, theo tên thành phố Helena thuộc tiểu bang Montana. Trong Chiến tranh Thế giới thứ hai, nó từng bị hư hại trong vụ Tấn công Trân Châu Cảng, rồi sau đó hoạt động tích cực tại Mặt trận Thái Bình Dương cho đến khi bị đánh chìm trong Trận chiến vịnh Kula vào ngày 6 tháng 7 năm 1943. Helena là chiếc tàu chiến đầu tiên của Hải quân Mỹ được trao tặng danh hiệu Đơn vị Tuyên dương Hải quân, đồng thời được tặng thưởng bảy Ngôi sao Chiến trận.

## Thiết kế và chế tạo
Khác biệt chính của phân lớp St. Louis so với lớp dẫn trước Brooklyn là dàn pháo đa dụng của nó là kiểu hải pháo 5 inch/38 caliber tiên tiến, có hiệu quả vượt trội trong chiến tranh phòng không.
Helena được đặt lườn tại Xưởng hải quân New York vào ngày 9 tháng 12 năm 1936. Nó được hạ thủy vào ngày 27 tháng 8 năm 1939, được đỡ đầu bởi cô Elinor Carlyle Gudger, cháu Thượng nghị sĩ Thomas J. Walsh của tiểu bang Montana, và được cho nhập biên chế vào ngày 18 tháng 9 năm 1939 dưới quyền chỉ huy của hạm trưởng, Đại tá Hải quân Max B. Demott.

## Lịch sử hoạt động

### Các hoạt động ban đầu
Sau những chuyến đi chạy thử máy trên biển vào tháng 12 năm 1939, chuyến đi đầu tiên khởi hành vào ngày 27 tháng 12 đã đưa Helena đến Nam Mỹ. Đến tháng 1 năm 1940, nó đi đến Buenos Aires và sang ngày 29 tháng 1 có mặt tại Montevideo, Uruguay, nơi thủy thủ của nó đã thăm xác tàu đắm của Admiral Graf Spee, một thiết giáp hạm bỏ túi thuộc lớp Deutschland của Hải quân Đức.

### Tấn công Trân Châu Cảng
Helena được phân về Hạm đội Thái Bình Dương, và đã hiện diện tại Trân Châu Cảng vào ngày 7 tháng 12 năm 1941 khi Hải quân Nhật Bản tấn công căn cứ hải quân tại đây. Vào lúc này "Helena" dưới quyền chỉ huy của Robert Henry English; nó neo đậu tại bến tàu hải quân 1010 bên phía rìa cảng, bên trong chiếc tàu rải mìn Oglala. Một cách tình cờ, Helena neo đậu tại vị trí vốn thường dành cho chiếc thiết giáp hạm Pennsylvania, nên trở thành một mục tiêu hàng đầu của máy bay Nhật.
Trong vòng ba phút sau khi quả bom đầu tiên được ném xuống đảo Ford, một máy bay ném ngư lôi đơn độc đã phóng ra một quả ngư lôi vốn đã băng qua bên dưới lườn của Oglala và trúng vào mạn phải của Helena gần giữa tàu, trong khi thủy thủ đoàn đang vội vã đi đến trạm trực chiến. Hai mười người đã thiệt mạng, một phòng động cơ và một phòng nồi hơi bị ngập nước. Dây dẫn điện đến dàn pháo chính và dàn pháo hạng hai bị hư hại, nhưng việc đưa vào hoạt động một máy phát điện diesel phía trước trong vòng hai phút đã giúp cấp điện cho toàn bộ dàn hỏa lực. Ngay lập tức, họ dựng lên một màn hỏa lực mạnh mẽ giúp không bị đánh trúng thêm phát nào khác. Công việc kiểm soát hư hỏng được tiến hành xuất sắc, và thực tế là độ kín nước được đảm bảo nhờ đóng kịp thời các cửa ngăn, đã giúp cho Helena tiếp tục nổi được.

### Chiến dịch Guadalcanal
Sau những sửa chữa sơ khởi tại Trân Châu Cảng, Helena lên đường đi Xưởng hải quân Mare Island tại California để được sửa chữa triệt để. Nó hoạt động trở lại vào năm 1942, hộ tống một đơn vị công binh và một tàu sân bay vội vã vận chuyển máy bay đến khu vực Nam Thái Bình Dương. Nó thực hiện hai chuyến đi ngắn từ Espiritu Santo đến Guadalcanal, nơi trận chiến đẫm máu kéo dài nhằm kiểm soát đảo này vừa bắt đầu; và sau khi hoàn thành các nhiệm vụ trên, nó tham gia lực lượng đặc nhiệm hình thành chung quanh chiếc tàu sân bay Wasp. Lực lượng đặc nhiệm này lên đường hỗ trợ từ xa cho sáu tàu vận chuyển lực lượng Thủy quân Lục chiến tăng cường cho Guadalcanal. Xế trưa ngày 15 tháng 9, Wasp bất ngờ trúng ba quả ngư lôi của Nhật Bản. Helena đã túc trực vớt được gần 400 sĩ quan và thủy thủ của Wasp, và chuyển họ đến Espiritu Santo.

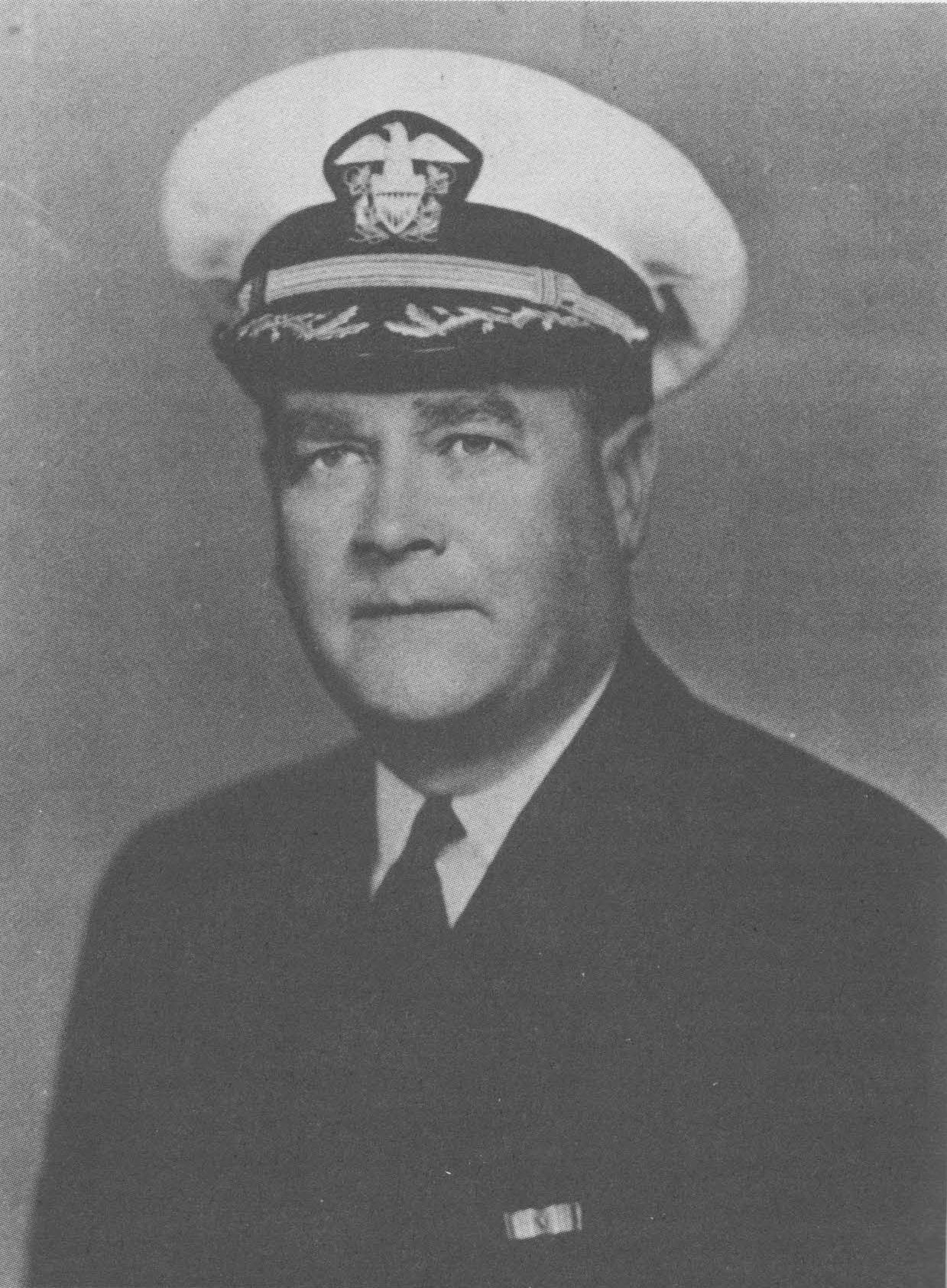
Đại tá Gilbert Hoover, người chỉ huy Helena trong Chiến dịch Guadalcanal cho đến khi bị bãi nhiệm không lâu sau trận Hải chiến Guadalcanal

Hoạt động tiếp theo của Helena là gần đảo Rennell, cũng nhằm hỗ trợ cho một cuộc vận chuyển tăng cường đến Guadalcanal. Các cuộc không kích xuất phát từ sân bay Henderson đã làm chậm các chuyến vận chuyển Tốc hành Tokyo của Nhật Bản trong nhiều ngày, nên vào ngày 11 tháng 10, họ dốc mọi lực lượng sẵn có vào một cộc tấn công xuống căn cứ này, hy vọng vô hiệu hóa các hoạt động không lực đủ lâu để đưa lực lượng tăng cường hạng nặng đến trong đêm. Hạm đội Nhật đã tiến đến gần, và đến 18 giờ 10 phút chỉ còn cách đảo Savo không đầy 100 mi (160 km).
Được trang bị radar vượt trội, Helena là chiếc đầu tiên phát hiện đối phương và đã khai hỏa lúc 23 giờ 46 phút. Sau khi Trận chiến mũi Esperance kết thúc trong eo biển Đáy sắt, Helena đã đánh chìm tàu tuần dương hạng nặng Furutaka và tàu khu trục Fubuki. Sau đó Helena lại bị tấn công trong đêm 20 tháng 10 đang khi tuần tra giữa Espiritu Santo và San Cristobal. Nhiều quả ngư lôi đã được phóng ra nhưng nó không bị đánh trúng.
Helena tham gia trậnHải chiến Guadalcanal cao điểm ngay từ lúc mở màn khi nó được giao nhiệm vụ hộ tống một đoàn tàu vận tải tiếp liệu từ Espiritu Santo đến Guadalcanal. Chiếc tàu tuần dương gặp gỡ các tàu vận tải ngoài khơi San Cristobal vào ngày 11 tháng 11, và đưa chúng đi đến Guadalcanal an toàn. Đến xế trưa ngày 12 tháng 11, tin tức đến từ các trinh sát duyên hải cho biết "máy bay đối phương đang đến gần". Công việc chất dỡ lập tức được tạm ngưng, và mọi con tàu lên đường để hình thành một đội hình chống không kích. Khi đối phương xuất hiện, sự cơ động lực lượng cùng hỏa lực phòng không của chính họ đã đẩy lui đợt không kích thứ nhất, nhưng đợt thứ hai đã làm hư hại hai tàu. Helena trải qua mà không bị thiệt hại, và đội đặc nhiệm đã bắn rơi tám máy bay đối phương chỉ trong vòng tám phút.
Trong khi công việc chất dỡ được tiếp tục trở lại, một loạt các báo cáo lại nhận được từ các máy bay tuần tra. Điều đáng lo ngại là lực lượng hải quân Nhật Bản bị phát hiện không bao gồm chiếc tàu vận tải nào, nên ý định tấn công của chúng là rõ ràng. Tiếp tục di chuyển cùng với đội hỗ trợ của Chuẩn Đô đốc Daniel Callaghan, Helena giúp đỡ đưa các tàu vận chuyển rời khỏi Guadalcanal, rồi đổi hướng tiến vào eo biển Đáy sắt. Trong đêm 13 tháng 11, radar của Helena đã phát hiện đối phương đầu tiên. Trong trận chiến đêm ác liệt diễn ra sau đó, nó chỉ bị hư hại nhẹ phần cấu trúc thượng tầng. Hạm đội Mỹ yếu kém hơn đã đạt được mục tiêu bằng một cái giá đắt: họ đẩy lui được đối phương, ngăn không cho chúng tung ra cuộc bắn phá vốn sẽ là tai họa cho lực lượng Thủy quân Lục chiến trên bờ.
Giờ đây trở thành sĩ quan Hoa Kỳ cao cấp nhất của lực lượng đặc nhiệm do việc tử trận của Đô đốc Callaghan, hạm trưởng của Helena, Đại tá Hải quân Gilbert Hoover, chỉ huy việc rút lui của lực lượng đặc nhiệm khỏi khu vực chiến trận về phía Espiritu Santo. Trên đường đi, tàu tuần dương hạng nhẹ Juneau trúng ngư lôi và bị chìm. Tin rằng không có người nào sống sót cũng như mối đe dọa của tàu ngầm Nhật quá lớn đối với sự tìm kiếm, Đại tá Hoover ra lệnh cho các tàu chiến tiếp tục di chuyển không dừng lại. Sau này, người ta mới biết có khoảng 100 người của Juneau đã sống sót sau khi chìm tàu, nhưng hầu hết đã thiệt mạng sau đó trong khi chờ đợi được giải cứu, vốn chỉ xảy ra một tuần sau đó. Do quyết định này, Đô đốc Halsey miễn nhiệm Hoover khỏi vị trí chỉ huy chiếc Helena.
Helena tìm được sự trả thù khi nó được giao nhiều nhiệm vụ bắn phá các vị trí của quân Nhật trên đảo New Georgia vào tháng 1 năm 1943. Hỏa lực pháo của nó đã dội xuống Munda và Vila Stanmore, san bằng các kho dự trữ tiếp liệu và các khẩu đội pháo. Tiếp tục nhiệm vụ tuần tra và hộ tống nhằm hỗ trợ cho chiến dịch Guadalcanal ác liệt trong suốt tháng 2, một trong các thủy phi cơ của nó đã chia sẻ chiến công đánh chìm tàu ngầm Nhật RO-102 vào ngày 11 tháng 2.

### Trận chiến vịnh Kula

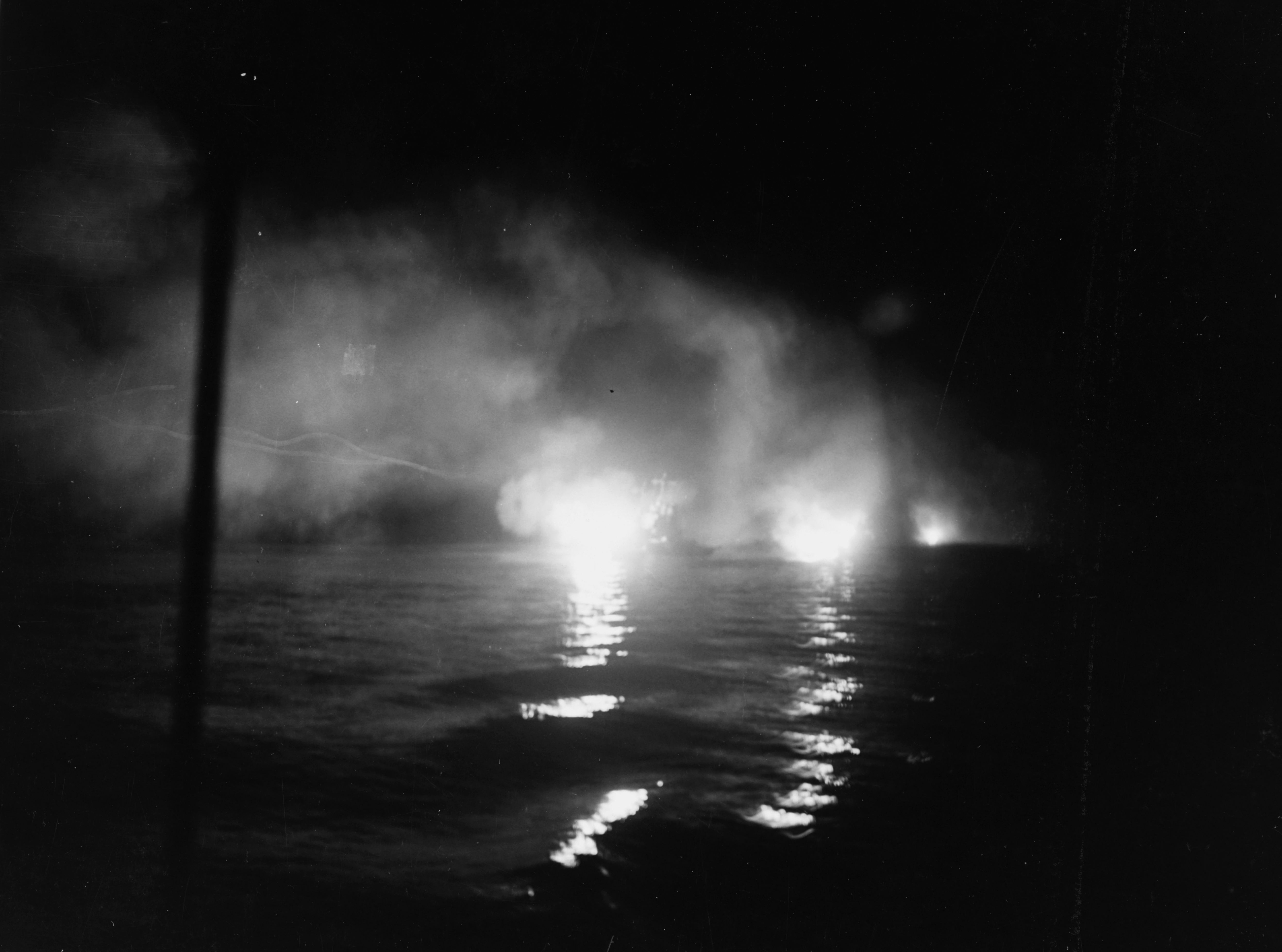
Helena hoạt động trong vịnh Kula, nhìn từ chiếc tàu tuần dương hạng nhẹ Honolulu.

Sau khi được đại tu tại Sydney, Australia, Helena quay trở lại Espiritu Santo vào tháng 3 tham gia vào việc bắn phá New Georgia, dự định sẽ bị tấn công không lâu sau đó. Mục tiêu đầu tiên tại New Georgia là Rice Anchorage. Nằm trong thành phần hộ tống các tàu vận tải chuyển binh lính tham gia đợt đổ bộ đầu tiên, Helena di chuyển đến vịnh Kula không lâu sau nữa đêm ngày 4 tháng 7, và sau nữa đêm ngày 5 tháng 7, các khẩu pháo chính của nó tiến hành cuộc bắn phá bờ biển lần sau cùng.
Việc đổ quân được hoàn thành lúc bình minh, nhưng đến xế trưa ngày 5 tháng 7, tin tức về một đoàn tàu "Tốc hành Tokyo" khác đã sẵn sàng xuôi xuống "Cái Khe" để can thiệp, và đội hộ tống quay mũi lên phía Bắc để đối đầu với chúng. Đến nữa đêm ngày 5 tháng 7, đội của Helena bao gồm ba tàu tuần dương và bốn tàu khu trục có mặt ở góc phía Tây Bắc đảo New Georgia; đối đầu với họ là ba đội tàu khu trục Nhật với tổng cộng mười tàu đối phương. Bốn trong số chúng tách ra để cho đổ bộ binh lính. Đến 01 giờ 57 phút, Trận chiến vịnh Kula bắt đầu; Helena nả pháo vào đối phương với một nhịp độ nhanh đến mức sau đó quân Nhật tuyên bố nghiêm túc rằng nó có thể được trang bị "súng máy 6 inch". Điều trớ trêu là, Helena trở thành một mục tiêu hoàn hảo do bị chiếu sáng bởi ánh chớp của chính những phát đạn pháo của nó, vì trong thực tế Helena đã tiêu phí mọi thuốc đạn pháo không ánh chớp của nó trong các cuộc bắn phá trước đó, nên chỉ còn lại thuốc đạn đen tiêu chuẩn, vốn tạo ra ánh sáng lan rộng khi bắn.
Bảy phút sau khi nó khai hỏa, Helena trúng phải một quả ngư lôi; trong vòng ba phút tiếp theo sau, nó bị đánh trúng thêm hai quả nữa. Hầu như ngay lập tức, chiếc tàu tuần dương bị gảy gập. Bên dưới, các hầm tàu nhanh chóng ngập nước, nó nhanh chóng gảy làm đôi và chìm với đuôi tàu chìm trước. Được huấn luyện thành thạo, thủy thủ của Helena nhảy qua mạn tàu. Khoảng 30 phút sau khi nó chìm, hai tàu khu trục Mỹ tiến đến gần để vớt những người sống sót.
Lúc bình minh, tàu đối phương một lần nữa xuất hiện, các tàu khu trục Nicholas và Radford bỏ ngang việc cứu vớt để truy đuổi. Để tránh một cuộc không kích, các tàu khu trục rút lui về phía Tulagi, mang theo những người được cứu vớt ngoại trừ khoảng 275 người sống sót. Dành cho những người bị bỏ lại, họ đã cho thả bốn chiếc xuồng, được điều khiển bởi những người tình nguyện trong thủy thủ đoàn của các tàu khu trục. Chỉ huy trưởng của Helena, Đại tá Hải quân Charles Purcell Cecil, cho tổ chức một chi hạm đội nhỏ bao gồm ba xuồng máy săn cá voi, mỗi chiếc kéo theo một bè cứu sinh, đưa 88 người đến một hòn đảo nhỏ cách Rice Anchorage khoảng 7 hải lý sau một ngày lao động cật lực. Nhóm này được cứu vớt vào sáng hôm sau nhờ các tàu khu trục Gwin và Woodworth.
Đối với một nhóm thứ hai gần 200 người, phần mũi của Helena là bè cứu sinh của họ, nhưng nó đang chìm dần. Thảm họa đã được tránh khỏi khi một máy bay PB4Y-1 (biên bản B-24 Liberator của Hải quân) đã thả áo phao và bốn bè cứu sinh bằng cao su. Những người bị thương được đặt lên bè, những người còn lại bám chung quanh và cố hết sức để về phía Kolombangara; nhưng gió và dòng hải lưu lại đưa họ đến gần vùng biển đối phương. Trong suốt ngày đau khổ đó, nhiều người bị thương qua đời; máy bay trinh sát Mỹ mất dấu hạm đội nhỏ khốn khổ này, và Kolombangara khuất dần dưới gió. Trải qua một đêm, và đến sáng đảo Vella Lavella lờ mờ xuất hiện trước mặt. Xem như cơ hội cuối cùng cho những người của Helena, họ cố hướng đến đó. Đến bình minh, những người sống sót của cả ba chiếc bè thấy được đất liền ở khoảng cách 1 nmi (1,2 mi; 1,9 km) và tất cả lên bờ an toàn. Hai trinh sát viên duyên hải và những người bản địa trung thành đã chăm sóc những người sống sót cách tốt nhất có thể được, và thông báo tin tức của họ bằng vô tuyến về Guadalcanal. Sau đó 165 thủy thủ ẩn náu trong rừng né tránh các cuộc tuần tra của Nhật Bản.
Các hạm tàu nổi được lựa chọn cho việc giải cứu sau cùng: các tàu khu trục Nicholas và Radford, được tăng cường thêm Jenkins và O'Bannon, lên đường vào ngày 15 tháng 7 di chuyển ngược lên "Cái Khe" xa nhất từ trước đến nay, bảo vệ cho việc cơ động hai tàu khu trục-vận chuyển và bốn tàu khu trục khác. Trong đêm 16 tháng 7, lực lượng giải cứu đã đưa được 165 người của Helena cùng với 16 người Trung Hoa đang ẩn náu trên đảo. Trong tổng số gần 900 thành viên thủy thủ đoàn của Helena, 168 người đã thiệt mạng.

## Phần thưởng
Helena là chiếc tàu chiến đầu tiên của Hải quân Mỹ được trao tặng danh hiệu Đơn vị Tuyên dương Hải quân do hoạt động trong các trận chiến mũi Esperance, Guadalcanal và vịnh Kula. Helena còn được tặng thưởng Huân chương Chiến dịch châu Á-Thái Bình Dương và bảy Ngôi sao Chiến trận.
|  |                                         | Bronze star |
|  | Silver star · Bronze star · Bronze star |             |

| Dãi băng Hoạt động Tác chiến  | Đơn vị Tuyên dương Hải quân                                           | Huân chương Phục vụ Phòng vệ Hoa Kỳ với 1 Ngôi sao Chiến trận |
| Huân chương Chiến dịch Hoa Kỳ | Huân chương Chiến dịch Châu Á-Thái Bình Dương với Ngôi sao Chiến trận | Huân chương Chiến thắng Thế Chiến II                          |